# Port lotniczy Saipan
Port lotniczy Saipan (kod IATA: SPN, kod ICAO: PGSN) – port lotniczy zlokalizowany na wyspie Saipan (Mariany Północne). Jest największym aeroportem tego terytorium. Długość pasa tego lotniska to 2770 metrów.

## Linie lotnicze i połączenia
Lotnisko obsługiwane jest przez 5 linii lotniczych, oferujących bezpośrednie połączenia do 4 portów lotniczych w Azji Wschodniej:
| Linia lotnicza     | Kierunek                |
| ------------------ | ----------------------- |
| Asiana Airlines    | 1. Seul-Inczon          |
| Hong Kong Airlines | 1. Hongkong             |
| Jeju Air           | 1. Seul-Inczon          |
| T'way Air          | 1. Seul-Inczon          |
| United Airlines    | 1. Guam 2. Tokio-Narita |